# Guzamn
Guzamn är ett distrikt i Etiopien. Det ligger i den centrala delen av landet, 210 km nordväst om huvudstaden Addis Abeba.